# Playoffs NBA 1957
Navigation
Playoffs 1956 Playoffs 1958
Les playoffs NBA 1957 sont les playoffs de la saison NBA 1956-1957. Ils se terminent sur la victoire des Celtics de Boston face aux Hawks de Saint-Louis 4 matches à 3 lors des finales NBA.

## Fonctionnement
À l'issue de la saison régulière, avant le début des playoffs, deux matches de classement sont joués, afin de déterminer les places dans la Division Ouest.
- 14 mars : Pistons de Fort Wayne @ St. Louis Hawks 103-115
- 16 mars : Lakers de Minnéapolis @ St. Louis Hawks 111-114

Après ces deux matches, les qualifiés sont, à l'Est :
1. les Celtics de Boston
2. les Nationals de Syracuse
3. les Warriors de Philadelphie

À l'Ouest, les équipes reprises sont :
1. les St. Louis Hawks
2. les Lakers de Minneapolis
3. les Pistons de Fort Wayne

Lors des Demi-finales de Division, le deuxième affronte le troisième dans une série au meilleur des trois matches. Le gagnant rencontre alors, en Finales de Division, le premier de la Division au meilleur des cinq matches. Les deux gagnants se rencontrent lors des finales NBA, qui se jouent au meilleur des sept matches.

## Classement en saison régulière
| Champion de division | Qualifié pour les playoffs | Éliminé des playoffs |

| Division Est             | V  | D  | PCT  | GB |
| ------------------------ | -- | -- | ---- | -- |
| Celtics de Boston        | 44 | 28 | .611 | -  |
| Nationals de Syracuse    | 38 | 34 | .528 | 6  |
| Warriors de Philadelphie | 37 | 35 | .514 | 7  |
| Knicks de New York       | 36 | 36 | .500 | 8  |

| Division Ouest        | V  | D  | PCT  | GB |
| --------------------- | -- | -- | ---- | -- |
| Hawks de Saint-Louis  | 34 | 38 | .472 | -  |
| Lakers de Minneapolis | 34 | 38 | .472 | -  |
| Pistons de Fort Wayne | 34 | 38 | .472 | -  |
| Royals de Rochester   | 31 | 41 | .431 | 3  |

## Tableau
|  | Demi-finales de Division | Demi-finales de Division | Demi-finales de Division |                       |   | Finales de Division | Finales de Division | Finales de Division |  |  | Finales NBA | Finales NBA       | Finales NBA |
|  |                          |                          |                          |                       |   |                     |                     |                     |  |  |             |                   |             |
|  |                          |                          |                          |                       |   |                     |                     |                     |  |  |             |                   |             |
|  |                          | 1                        | Celtics de Boston        | 3                     |   |                     |                     |                     |  |  |             |                   |             |
|  | Division Est             | 1                        | Celtics de Boston        | 3                     |   |                     |                     |                     |  |  |             |                   |             |
|  |                          |                          | 2                        | Nationals de Syracuse | 0 |                     |                     |                     |  |  |             |                   |             |
|  | 2                        | Nationals de Syracuse    | 2                        | Nationals de Syracuse | 0 | 2                   |                     |                     |  |  |             |                   |             |
|  | 2                        | Nationals de Syracuse    |                          |                       |   | 2                   |                     |                     |  |  |             |                   |             |
|  | 3                        | Warriors de Philadelphie | 0                        |                       |   |                     |                     |                     |  |  |             |                   |             |
|  |                          |                          |                          |                       |   |                     |                     |                     |  |  | E1          | Celtics de Boston | 4           |
|  |                          |                          | O1                       | Hawks de Saint-Louis  | 3 |                     |                     |                     |  |  |             |                   |             |
|  |                          |                          |                          |                       |   |                     |                     |                     |  |  |             |                   |             |
|  |                          |                          |                          |                       |   |                     |                     |                     |  |  |             |                   |             |
|  |                          | 1                        | Hawks de Saint-Louis     | 3                     |   |                     |                     |                     |  |  |             |                   |             |
|  | Division Ouest           | 1                        | Hawks de Saint-Louis     | 3                     |   |                     |                     |                     |  |  |             |                   |             |
|  |                          |                          | 2                        | Lakers de Minneapolis | 0 |                     |                     |                     |  |  |             |                   |             |
|  | 2                        | Lakers de Minneapolis    | 2                        | Lakers de Minneapolis | 0 | 2                   |                     |                     |  |  |             |                   |             |
|  | 2                        | Lakers de Minneapolis    |                          |                       |   | 2                   |                     |                     |  |  |             |                   |             |
|  | 3                        | Pistons de Fort Wayne    | 0                        |                       |   |                     |                     |                     |  |  |             |                   |             |

## Scores

### Demi-finales de Division

#### Division Est
- Nationals de Syracuse - Warriors de Philadelphie 2-0
  - 16 mars : Syracuse @ Philadelphia 103-96
  - 18 mars : Philadelphia @ Syracuse 80-91

#### Division Ouest
- Lakers de Minnéapolis - Pistons de Fort Wayne 2-0
  - 17 mars : Fort Wayne @ Minneapolis 127-131
  - 19 mars : Minneapolis @ Fort Wayne 110-108

### Finales de Division

#### Division Est
- Celtics de Boston - Nationals de Syracuse 3-0
  - 21 mars : Syracuse @ Boston 90-108
  - 23 mars : Boston @ Syracuse 120-105
  - 24 mars : Syracuse @ Boston 80-83

#### Division Ouest
- St. Louis Hawks - Lakers de Minnéapolis 3-0
  - 21 mars : Minneapolis @ St. Louis 109-118
  - 24 mars : Minneapolis @ St. Louis 104-106
  - 25 mars : St. Louis @ Minneapolis 143-135 (après 2 prolongations)

### Finales NBA
- Celtics de Boston - St. Louis Hawks 4-3
  - 30 mars : St. Louis @ Boston 125-123 (après 2 prolongations)
  - 31 mars : St. Louis @ Boston 99-119
  - 6 avril : Boston @ St. Louis 98-100
  - 7 avril : Boston @ St. Louis 123-118
  - 9 avril : St. Louis @ Boston 109-124
  - 11 avril : Boston @ St. Louis 94-96
  - 13 avril : St. Louis @ Boston 123-125 (après 2 prolongations)